# Часопис за избегличка истраживања
Часопис за избегличка истраживања (енгл. Journal of Refugee Studies) је квартална стручна рецензија која објављује истраживања о присилној миграцији. 

## Историја
Центар за проучавање избеглица је 1988. основао часопис на Универзитету у Оксфорду, а његов први број је објављен маја исте године. Издаје га енгл. Oxford University Press у сарадњи са Центром за проучавање избеглица. Главни уредници су Сајмон Тарнер и Меган Бредли. Фактор импакта за 2021. годину је 2966, што га сврстава на десето место од двадесет часописа у категорији „Етничке студије” и на шеснаесто место од двадесет и девет у категорији „Демографија”. Часопис представља форум за истраживање комплексног питања присилних миграција и локалних, националних, регионалних и међународних одговора.